# Къпалня „Умберто I“
Къпалня „Умберто I“ (на итал. Palazzo dei Bagni Umberto I), пълно име: Палата на обществените бани „Умберто I“ (Palazzo dei Bagni Pubblici Umberto I) или Палата на хидротерапевтичните бани „Умберто I“ (Palazzo dei Bagni Idroterapici Umberto I), е историческа сграда в град Ивреа, Пиемонт, Северна Италия.

## История
Необходимостта от създаване на обществено пространство, което да бъде разпределено за бани, за да се подобрят хигиенните условия на населението на Ивреа, подтиква градските администратори да решат през 1885 г. да построят сградата. Преди това те се уверяват в адекватността на водите на река Дора Балтеа за хигиенично къпане. Строителните работи, извършени от компанията Пинята-Акастели, довеждат до частичното отваряне на покритите бани през лятото на 1889 г., и те са завършени през юни 1890 г. На първия етаж са били съблекалните, на втория - кафенето, на третия - ресторантът, а на четвъртия - жилищните помещения. Освен това голяма тераса на покрива първоначално е позволявала да се насладиш на гледката към града и реката. 
Сградата функционира като хидротерапевтично заведение и дневен хотел, докато не фалира през 1892 г., когато е закупена от предприемача Доменико Мартелоно ди Исильо, който я превръща в своя резиденция.

## Описание
Дворецът се намира на ул. „Лунгодора“, срещу кулата на Свети Стефан. Сградата, развита на четири нива плюс сутерен, има почти Г-образен план.

## Галерия с изображения
- Фасада
- Оригинален надпис